# Lissonota gracilipes
Lissonota gracilipes är en stekelart som beskrevs av Thomson 1877. Lissonota gracilipes ingår i släktet Lissonota och familjen brokparasitsteklar. Arten är reproducerande i Sverige. Inga underarter finns listade i Catalogue of Life.